# Fundación Andorra Recerca i Innovació
El anterior Institut d'Estudis Andorrans ( IEA ) se transformó en 2021 en la Fundación Andorra Recerca i Innovació ( a veces Andorra Recerca + Innovació ) , una entidad de investigación del Principado de Andorra.

## Historia
En 1976 se creó el Institut d'Estudis Andorrans con la fusión de tres centros anteriores: el Centro de Investigación de Estudios Sociológicos (CRES), el Centro de Estudios de la Nieve y de la Montaña de Andorra (CENMA)  y el Centro de Estudios Históricos y Políticos (CEHIP). Fue creado con el fin de apoyar el programa de andorranización en la escuela. Una vez consolidado el sistema educativo andorrano, el Ministerio de Educación de Andorra asumió las responsabilidades de los programas educativos y el Instituto quedó como centro de realización de estudios de investigación. Con la aprobación de la constitución de 1993, en 1996 se aprobaba la ley que defendía el IEA como un centro de investigación al servicio de Andorra . Desde abril de 2015, el presidente fue Eric Jover, Ministro de Educación y Enseñanza Superior del Gobierno de Andorra, y su director, Jordi Guillamet.
En 2021, tras la crisis del Covid-19, las autoridades andorranas apostaron por la reunificación de los institutos de investigación del principado. Así, la nueva ley ordenaba el panorama de esta forma: 

Aquesta nova entitat es construirà sobre la base de tres de les institucions esmentades: l’Institut d’Estudis Andorrans (IEA), la Fundació Privada Observatori Sostenibilitat d’Andorra (OBSA) i la Fundació Privada del Sector Públic ActuaTECH. Totes tres s’extingiran, es liquidaran i cediran en bloc tots els seus actius i passius a la nova fundació, amb la consegüent subrogació per part d’aquesta darrera en el lloc de les referides entitats existents. Es respectaran tots els drets i les obligacions vigents envers terceres persones, inclosos els treballadors i les entitats amb les quals tinguin subscrits convenis, contractes o acords de col·laboració. En aquest sentit -atès que no hi ha una previsió legal que permeti aquesta operació-, l’adquisició de la posició jurídica de les tres entitats existents per part de la fundació de nova creació es durà a terme mitjançant aquesta Llei.